# 슈라
슈라(아랍어: شورى, shūrā)는 '협의'를 뜻하는 아랍어 용어이다. 무함마드의 가르침을 기록한 꾸란에서 처음으로 사용되었으며, 주로 무슬림 사회에서 무언가 중대한 결정을 내리기 전에 상호간의 협의를 통해 결정하는 것을 권장하는 목적으로 사용된다.
현대의 수니파 무슬림들은 통해 무슬림 사회의 모든 결정이 슈라를 통해 이루어지는 것이 간접 민주제를 실행하는 기초로 작용할 것으로 여기기도 한다.

## 꾸란에서의 슈라
슈라는 꾸란의 제42장의 제목인 아쉬슈라의 어원으로, 해당 장에서는 알라의 능력과 우상숭배자들과 신의 관계에 대한 내용, 관용의 정신과 용서, 범죄 피해에 대한 인내, 평화 협약, 방어적 목적의 대항 및 투쟁 등을 주 내용 및 교훈으로 삼고 있다.